# Río Humo
Río Humo är en ort i Mexiko.   Den ligger i kommunen Santiago Juxtlahuaca och delstaten Oaxaca, i den sydöstra delen av landet, 290 km söder om huvudstaden Mexico City. Río Humo ligger 1 015 meter över havet och antalet invånare är 209.
Terrängen runt Río Humo är kuperad österut, men västerut är den bergig. Runt Río Humo är det ganska glesbefolkat, med 31 invånare per kvadratkilometer. Närmaste större samhälle är Putla Villa de Guerrero, 9,3 km öster om Río Humo. I omgivningarna runt Río Humo växer huvudsakligen savannskog.